# Jef Geeraerts

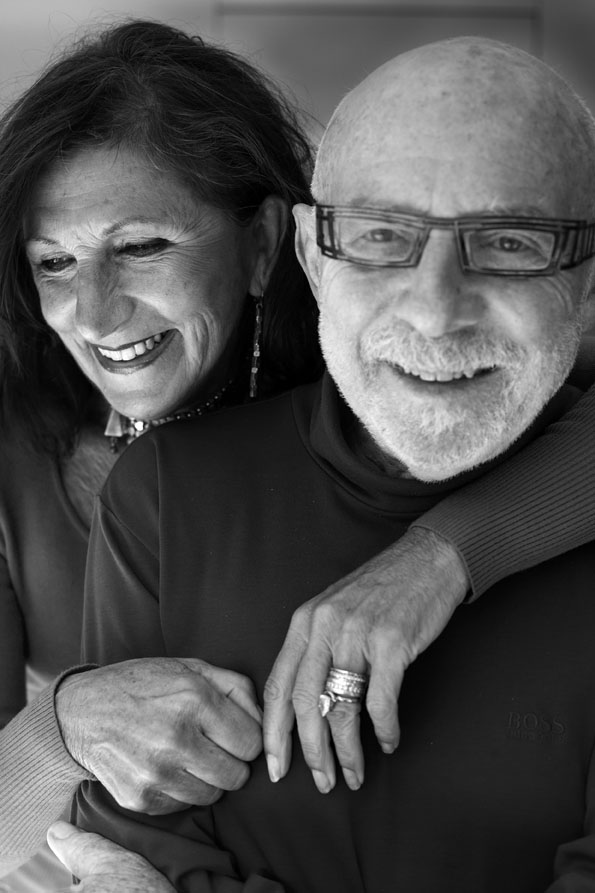
Jef Geeraerts

Jozef Adriaan Anna Geeraerts, cunoscut mai ales ca Jef Geeraerts (n. 23 februarie 1930, Antwerpen, Flandra, Belgia – d. 11 mai 2015, Gent, Flandra, Belgia), a fost scriitor flamand din Belgia.

## Biografie
Geeraerts s-a născut în Antwerp. După terminarea studiile sale în științe politice și administrative la Universitatea Colonială din Belgia din Antwerp, a devenit administrator colonial în Belgian Congo.
La independența Congo-ului și-a trimis soția și copiii înapoi în Belgia și, în august 1960, el însuși s-a reîntors în Belgia. În următorii șase ani a fost plătit de guvern (prin așa numitul „program de întoarcere”). După acel timp, trebuia să-și găsească un loc de muncă pentru a supraviețui. A decis să devină scriitor și a mers la Universitatea din Bruxelles pentru a studia limbile germanice.

## Premii (listă incompletă)
- 1967 - Arkprijs van het Vrije Woord pentru De Troglodieten